# コルナレード
コルナレード（伊: Cornaredo）は、イタリア共和国ロンバルディア州ミラノ県にある、人口約20,000人の基礎自治体（コムーネ）。

## 地理

### 位置・広がり

#### 隣接コムーネ
隣接するコムーネは以下の通り。
- バレッジョ
- クザーゴ
- プレニャーナ・ミラネーゼ
- ロー
- セッティモ・ミラネーゼ

### 地震分類
イタリアの地震リスク階級 (it) では、4 に分類される
。

## 行政

### 分離集落
コルナレードには、以下の分離集落（フラツィオーネ）がある。
- Cascina Croce, Cascina Torrette, Favaglie San Rocco, San Pietro all'Olmo

## 姉妹都市
- サッロク、イタリア